# Jari Colla
Jari Colla (Monza, 9 settembre 1975) è un politico italiano.

## Biografia
Nato nel 1975 a Monza da padre geometra e madre impiegata, e cresciuto a Cinisello Balsamo, consegue i diplomi prima di perito informatico e poi di geometra, aprendo poi uno studio tecnico professionale, specializzato in progettazione di edifici a basso consumo energetico. 

## Attività Politica

### Gli inizi
Ha iniziato l’attività politica nelle file del Movimento Giovani Padani, organizzazione giovanile della Lega Nord, alla quale si iscrive nel 1993, per divenirne militante nel 1995. 
Negli anni ricopre i ruoli di segretario provinciale della Lega Giovani e di membro del consiglio federale del movimento giovanile.

### Consigliere regionale della Lombardia
Nel 2010 viene eletto consigliere regionale in Lombardia nella IX Legislatura nel collegio di Milano. Nel suo mandato è membro delle commissioni permanenti: I (Programmazione e Bilancio), VII (Cultura, Istruzione, Formazione, Comunicazione e Mass Media, Sport), VIII (Agricoltura, Parchi e Risorse Idriche) e vicepresidente della Commissione Speciale d’Inchiesta Sesto San Giovanni, nel 2013 viene rieletto consigliere regionale nella X Legislatura lombarda assumendo il ruolo di membro delle commissioni permanenti: I (Programmazione e Bilancio), IV (Attività produttive e Occupazione), VII (Cultura, Istruzione, Formazione, Comunicazione e Mass Media, Sport), Commissione di Inchiesta Aler e di vicecapogruppo della Lega in Consiglio Regionale.
Nell’ottobre del 2016, fa parte di una delegazione di politici di centro destra ed imprenditori che si recano nella Crimea occupata dalla Russia, con tappe a Simferopol, Sebastopoli e Yalta e partecipare a un forum economico con imprenditori e politici.

### Elezione a deputato
Alle elezioni politiche del 2018 viene candidato alla Camera dei deputati nel collegio uninominale Lombardia 1 - 07 (Cinisello Balsamo), sostenuto dalla coalizione di centro-destra in quota leghista, risultando eletto deputato con il 39,82% dei voti e superando i candidati del Movimento 5 Stelle Daniela Gobbo (28,05%) e del centro-sinistra, in quota Partito Democratico, Ezio Casati (26,37%). Nella XVIII legislatura della Repubblica è stato componente della 10ª Commissione Attività produttive, commercio e turismo, presentando 98 progetti di legge e 470 atti di indirizzo e controllo, facendo 33 interventi.
Ad ottobre 2019 viene nominato dal segretario federale Matteo Salvini come commissario regionale della Lega in Molise. A marzo 2022, terminato l’incarico in Molise, viene nominato commissario cittadino del partito a Sesto San Giovanni.

### Elezioni politiche 2022 e regionali in Lombardia 2023
Alle elezioni politiche anticipate del 2022 si ricandida alla Camera, tra le liste della Lega per Salvini Premier nel collegio plurinominale Lombardia 2 - 02, non viene rieletto risultando il primo dei non eletti.
Stessa sorte gli toccherà alle elezioni regionali in Lombardia del 12 e 13 febbraio 2023.
Nella primavera del 2024 è tra i 21 dissidenti della Lega che scrivono al segretario Matteo Salvini chiedendogli di tornare al pragmatismo del vecchio partito, di non allearsi con gli estremisti Alternative für Deutschland e Marine Le Pen e di non candidare il generale Roberto Vannacci alle elezioni europee di giugno.

## Controversie giudiziarie
A gennaio 2019 Colla è stato condannato a 1 anno e 8 mesi (con pena sospesa e nessuna menzione) nel processo sulle "spese pazze" della Regione Lombardia, la cosiddetta "Rimborsopoli Lombardia", insieme ad altre 51 persone.
Nel 2022 si esprime la Corte di Cassazione convertendo l’accusa di peculato in quella di indebita percezione di erogazioni pubbliche, reato caduto in prescrizione.